# Jean-Claude Penchenat
 (janvier 2018).
Si vous disposez d'ouvrages ou d'articles de référence ou si vous connaissez des sites web de qualité traitant du thème abordé ici, merci de compléter l'article en donnant les références utiles à sa vérifiabilité et en les liant à la section « Notes et références ».
Jean-Claude Penchenat, né à Nice le 31 décembre 1937, est un comédien et metteur en scène de théâtre français.

## Biographie
Fils de Paul Penchenat et de Baptistine Zoppi,
Jean-Claude Penchenat est marié à la comédienne française Geneviève Rey Penchenat et père de trois filles (Laure Penchenat Metton, Raphaelle Penchenat, et Constance Penchenat Gerault).
En 1964, il est cofondateur du Théâtre du Soleil avec Ariane Mnouchkine, Philippe Léotard, Martine Franck, Myrrha Donzenac, Françoise Tournafond, Gérard Hardy, Jean Pierre Tailhade, Roberto Moscoso, puis cofondateur en 1975 du Théâtre du Campagnol avec Marc Berman, Marie-Françoise Audollent, Louise Maillard.

### Le Théâtre du Campagnol
En 1975, il crée le Théâtre du Campagnol qu’il dirige jusqu’à la fin 2002. En 1982, le ministère de la Culture promeut le Théâtre du Campagnol en centre dramatique national (CDN) de la banlieue sud basé à Châtenay-Malabry. Le CDN a cinq villes comme partenaires : Antony, Bagneux, Châtenay-Malabry, Palaiseau, Verrières-le-Buisson.
En 1993, le Théâtre du Campagnol devient centre dramatique national de Corbeil-Essonnes jusqu’en 1996, année où le maire nouvellement élu, Serge Dassault, réduit de moitié la subvention municipale du théâtre et oblige ainsi la compagnie à quitter les lieux.
En 1996, le Théâtre du Campagnol s’installe à la Villette et, pendant deux ans, présente ses spectacles sous le chapiteau des Tréteaux de France à l’invitation de Jean Danet. De 1999 à 2002, le CDN est itinérant avec son siège à Arcueil et, comme lieu de création, le Théâtre des Sources à Fontenay-aux-Roses.
Le Campagnol arrête ses activités fin 2002, le CDN est transmis au Théâtre des Quartiers d’Ivry. Depuis cette date il continue ses activités de metteur en scène, de comédien, et d'enseignant en France et en Italie.
Il est commandeur dans l'ordre des Arts et des Lettres.

## Théâtre

### Comédien
- 1957-1958-1959 : Conservatoire de Nice, Théâtre universitaire de Nice
- 1960 : rencontre avec l'A.T.E.P théâtre universitaire présidé par Ariane Mnouchkine
- 1960 : Noces de sang de Federico García Lorca, mise en scène Dominique Serina, Théâtre du Centre américain du Boulevard Raspail (Le fiancé)
- 1962 : Le Petit Maître corrigé de Marivaux, mise en scène Jean-Claude Penchenat, Théâtre Mouffetard et Théâtre de l'Alliance française (Rosimond)
- 1963-1964 : les Juives de Robert Garnier, Théâtre de la cité universitaire. Mise en scène: Samuel Ritz rôle:le prophète Jérémie
- 1963-1964: Les Esprits de Pierre de Larivey, adaptation Albert Camus. Mises en scène Philippe Léotard. Rôle Séverin festival international de Lille
- 1966 : Le Capitaine Fracasse d'après Théophile Gautier, adaptation Philippe Léotard, mise en scène Ariane Mnouchkine, Théâtre Récamier (Léandre)
- 1967 : La Cuisine d'Arnold Wesker, mise en scène Ariane Mnouchkine, Cirque de Montmartre (Paul le pâtissier)
- 1968 : Le Songe d'une nuit d'été de William Shakespeare, mise en scène Ariane Mnouchkine, Théâtre du Soleil Cirque de Montmartre (Clovis Trouille, Thysbée)
- 1969 : Les Clowns création collective du Théâtre du Soleil, mise en scène Ariane Mnouchkine, Théâtre de la Commune, Festival d’Avignon, Piccolo Teatro Milan (Mr. Apollo)
- 1970 : 1789 création collective du Théâtre du Soleil, mise en scène Ariane Mnouchkine, La Cartoucherie (Le conteur et autres rôles)
- 1972 : 1793 création collective du Théâtre du Soleil, mise en scène Ariane Mnouchkine, La Cartoucherie (Le greffier, Honoré Ferron)
- 1975 : L'Âge d'or création collective du Théâtre du Soleil, mise en scène Ariane Mnouchkine, La Cartoucherie (Aimé Lheureux, et Olivier l'architecte)
- 1979 : En r'venant de l'expo de Jean-Claude Grumberg, mise en scène Jean-Claude Penchenat, Théâtre Nanterre-Amandiers - La Cartoucherie - en tournée (Paulin)
- 1986 : Vautrin Balzac mise en scène avec Jean Gillibert, La Piscine Châtenay-Malabry (Le baron de Nuncigen)
- 1992 : Médor de Roger Vitrac, mise en scène Samuel Bonnafil, La Piscine Châtenay-Malabry (Médor)
- 1994 : La Fabrique de couleurs d'Olivier Dutaillis, mise en scène Jean-Claude Penchenat, dans le cadre des Résidences d'écriture contemporaine du Festival d'Avignon Chartreuse de Villeneuve-lès-Avignon
- 1996 : L’audition ou la folle journée de Myriam Tanant, mise en scène Myriam Tanant, Théâtre de Corbeil-Essonnes CDN (le père)
- 1997 : Gorki-Tchekhov d'Évelyne Loew, mise en scène Georges Buisson (Tchekhov)
- 1999 : La Discorde d'Olivier Dutaillis, Serge Kribus et Myriam Tanant, mise en scène Jean-Claude Penchenat
- 2002 : La Folle de Chaillot de Jean Giraudoux, mise en scène François Rancillac, Théâtre de l'Athénée-Louis-Jouvet (Le chiffonnier)
- 2003 : Un homme exemplaire de Carlo Goldoni, mise en scène Jean-Claude Penchenat, Rencontres de Haute Corse, Théâtre 14 Jean-Marie-Serreau (Le docteur)
- 2007 : Carola de Jean Renoir, mise en scène Jean-Claude Penchenat, Théâtre des Quartiers d'Ivry, Théâtre de l'Épée de Bois, Théâtre de l'Ouest parisien (Parmentier)
- 2007 : Goldoni Strehler : Mémoires d'après Carlo Goldoni et Giorgio Strehler, mise en scène Giorgio Ferrara, Théâtre Montparnasse (Goldoni âgé)
- 2008 : Bar franco-italien de Myriam Tanant, mise en scène Jean-Claude Penchenat, TPE - Teatro Piemonte Europa de Turin, Tournées France-Italie (Le père)
- 2009 : À table !, Gens de maison, Je t'offre un café ? de Jean-Claude Penchenat, mise en scène de l'auteur, Théâtre de l'Épée de Bois
- 2010 : Il faut passer par les nuages de François Billetdoux, mise en espace Jean-Claude Penchenat, Théâtre de l'Épée de Bois
- 2010 : Le Collectionneur de Christine Orban, mise en scène de Daniel Benoin, Théâtre national de Nice (Le conte)
- 2011 : Les Lettres persanes de Montesquieu, adaptation et mise scène Florence Huige, Francophonie, Alep (Usbek)

### Metteur en scène
- 1974 : Le Triomphe de l'amour de Marivaux, Théâtre de l'École Normale Supérieure de la Rue d'Ulm, puis Théâtre de l'Aquarium
- 1977 : David Copperfield d'après Charles Dickens, La Cartoucherie
- 1978 : L'Épreuve et le Legs de Marivaux, Festival de Lanquais, Orangerie de Sceaux
- 1979 : En r'venant de l'expo de Jean-Claude Grumberg, Festival de Carcassonne, Théâtre Nanterre-Amandiers
- 1981 : Le Bal création collective, Théâtre Firmin Gémier Antony, puis en tournées
- 1983 : L'Opéra de Smyrne de Carlo Goldoni, Théâtre Firmin Gémier Antony puis tournées
- 1983 : Shakespeare au lycée d'après Roméo et Juliette de William Shakespeare, La Piscine Châtenay-Malabry puis tournées
- 1983 : Mémoires d'isles, Maman N. et Maman F d'Ina Césaire, Théâtre Victor-Hugo, Bagneux-Fort de France et Pointe à Pitre
- 1984 : L'Enclave des papes ou la nouvelle villégiature de Vincenzo Cerami, Festival d'Avignon, puis Maison des arts et de la culture de Créteil
- 1985 : Et pourquoi pas chanteuse avec Francesca Solleville, Théâtre Victor Hugo Bagneux puis tournées
- 1986 : Vautrin d'après Honoré de Balzac, mise en scène avec Jean Gillibert, La Piscine, Châtenay-Malabry
- 1986 : Tancrède de André Campra, Festival d'Aix-en-Provence, puis La Piscine, Châtenay-Malabry
- 1987 : Coïncidences d'après Carlo Goldoni, Jean-Claude Grumberg, Marivaux, Henry Monnier, William Shakespeare et Anton Tchekhov, mise en scène avec Liliane Delval, Théätre Victor Hugo, Bagneux puis en tournées
- 1987 : Psyché de Jean-Baptiste Lully, Festival d'Aix-en-Provence
- 1988 : Le Chat botté de Jean-Claude Grumberg d'après Ludwig Tieck, La Piscine, Châtenay-Malabry puis en tournées
- 1988 : Intégrale des 21 pièces en un acte de Marivaux (La Colonie, Les acteurs de bonne foi, L'épreuve, La provinciale), La Piscine, Châtenay-Malabry, puis tournée aux États-Unis, au Canada, au Mexique, en Haïti, et en Islande.
- 1988 : L'Histoire du soldat de Charles Ferdinand Ramuz et Igor Stravinsky, Théâtre Victor-Hugo Bagneux puis tournées
- 1989 : Le Chant du retour de Vera Feyder, Théâtre d'Arras, La Piscine, Châtenay-Malabry, Mâcon
- 1990 : Une des dernières soirées de carnaval de Carlo Goldoni, La Piscine, Châtenay-Malabry, Théâtre Renaud-Barrault puis en tournées
- 1990 : Lambert Wilson chante, Casino de Paris puis en tournées
- 1991 : 1, place Garibaldi de Jean-Claude Penchenat, C.D.N. "La Piscine", Châtenay-Malabry, Théâtre de la Madeleine, 1990 : tournée d'un an et demi en France et en Belgique, Centre Dramatique National du Théâtre de Nice, Théâtre des Treize Vents, Théâtre national de Strasbourg, Théätre de la Place, Liège
- 1992 : Comédies griffues d'après Henry Monnier, Georges Darien (Les Chapons), Lucien Descaves, Jean-Claude Grumberg, La Piscine, Châtenay-Malabry
- 1994 : La Fabrique de couleurs d'Olivier Dutaillis, mise en scène Jean-Claude Penchenat, dans le cadre des Résidences d'écriture contemporaine du Festival d'Avignon Chartreuse de Villeneuve-lès-Avignon
- 1992 : Le Voyage à Rome, création collective, La Piscine Chatenay Malabry, Théâtre de Corbeil-Essonnes
- 1993 : Le Joueur de Carlo Goldoni, Théâtre de la Criée Marseille, Théâtre de Corbeil-Essonnes, puis en tournées
- 1993 : Le Jeu des 7 familles, création collective, Théâtre de Corbeil-Essonnes, puis en tournées
- 1993 : La Station thermale de Myriam Tanant et Fabio Vacchi d'après Il bagni d'Abano de Carlo Goldoni, Opéra national de Lyon, Opéra-Comique, Teatro alla Scala de Milan
- 1994 : Le Bateau pour Lipaïa d'après Alexeï Arbouzov, mise en scène avec Samuel Bonnafil, Théâtre des Célestins, Théâtre de la Madeleine, puis en tournées
- 1995 : À dimanche de Myriam Tanant, Théâtre de Corbeil-Essonnes, puis en tournées
- 1996 : Peines d'amour perdues de William Shakespeare, Théâtre de Corbeil-Essonnes, Nouveau théâtre d'Angers Théâtre de Martigues
- 1997 : Les Cédrats de Sicile de Luigi Pirandello, Théâtre d'Istres Théâtre Silvia Monfort puis tournées
- 1997 : La Parade de Paris Quartier d'été Jardin des Tuilieries, mise en scène avec Samuel Bonnafil
- 1998 : Les Enfants gâtés de Jean-Claude Penchenat, Tréteaux de France, tournées
- 1999 : La Discorde d'Olivier Dutaillis, Serge Kribus et Myriam Tanant, Théâtre des Sources, Fontenay-aux-roses
- 1999 : De la poudre… aux yeux création collective, Théâtre des Sources, Fontenay-aux-roses, tournées Tréteaux de France
- 2000 : Une petite découverte, création collective, International Visual Theater, Arcueil puis en tournées
- 2001 : Audiberti, à force de mots de Jacques Audiberti, Théâtre des Sources Fontenay-aux-Roses, Théâtre National de Nice
- 2001 : Amédée ou les messieurs en rang de Jules Romains, Théâtre Saint-Mandé
- 2002 : Un homme exemplaire de Carlo Goldoni, Aria-Rencontres de Haute-Corse, Théâtre 14 Jean-Marie-Serreau, puis en tournées
- 2003 : Pirandello-Boccace d'après des nouvelles de Luigi Pirandello et Boccaccio, Aria-Rencontres de Haute-Corse
- 2003 : L'Endroit du cœur de Philippe Meyer, mise en scène Jean-Claude Penchenat, Théâtre des Abbesses, tournée
- 2003 : Portraits vidéo/théâtre, collectif, Théâtre Artistic Athévains
- 2004 : L'Étudiant roux de Julien Green, Aria-Rencontres de Haute-Corse, Pantin
- 2004 : Il comico et la spalla de Vincenzo Cerami, Teatro Stabile de Catania, puis en tournée en Italie
- 2005 : Les Cafés littéraires russes, Musée d'Orsay
- 2005 : Pour un portrait de Jean Renoir écrivain, Cinémathèque française
- 2007 : Carola de Jean Renoir, Théâtre des Quartiers d'Ivry, Théâtre de l'Épée de Bois, Théâtre de l'Ouest parisien, Théâtre National de Nice puis tournées
- 2007 : Autour du peintre Maurice Denis, Musée d'Orsay
- 2008 : Bar franco-italien de Myriam Tanant, Fondation Teatro Piemonte Turin et Théâtre de l'Épée de Bois
- 2009 : Genève-Paris-Milan de Jean-Claude Penchenat, École Paolo Grassi Piccolo teatro Milan Théâtre de l'Épée de Bois
- 2009 : À table !, Gens de maison, Je t'offre un café ? de Jean-Claude Penchenat, Théâtre de l'Épée de Bois
- 2010 : Il faut passer par les nuages de François Billetdoux, Théâtre de l'Épée de Bois
- 2011 : Rergardez, mais ne touchez pas de Théophile Gautier pour la compagnie Abraxas, Théâtre de l'Épée de Bois, Théâtre du Lucernaire, puis tournées
- 2012 : Parigi/Mosca/Parigi textes de Irène Némirovsky, Nina Berberova et Marina Tsvetaïeva, TSDS - Teatro Stabile della Sardegna
- 2012 : Storie di famiglia textes de Jean-Claude Grumberg, TSDS - Teatro Stabile della Sardegna, puis tournées en Sardaigne
- 2014-2016 : L'ombre des Guermantes montage de textes littéraires pour revivre l'apogée et le déclin d'un monde, autour de Marcel Proust et de la comtesse Greffulhe (conception Laure Hillerin) - Paris Forum 104, rue de Vaugirard — Château du Fayel — Château de Chimay (Belgique)
- 2016 : Proust pour Rire - Spectacle Littéraire (conception Laure Hillerin) - Paris, Forum 104, rue de Vaugirard
- 2021 : Duel au canif de Guy de Maupassant pour la compagnie Abraxas.

De 2000 à 2012, il participe comme enseignant aux Rencontres Francis Poulenc de Tours où en 2009 il met en scène Le Gendarme incompris de Cocteau/Poulenc et en 2012 Du côté de Bilitis de Pierre Louÿs et Claude Debussy
- Depuis 2003 : Il anime le cycle de lectures Thé Litteraire au Forum 104, rue de Vaugirard

## Filmographie
- 1974 : 1789 d'Ariane Mnouchkine (Le conteur et autres rôles)
- 1976 : F… comme Fairbanks de Maurice Dugowson (Le chapelier fou)
- 1976 : L'Affiche rouge de Frank Cassenti
- 1977 : Heinrich d'Helma Sanders-Brahms
- 1977 : Pour Clémence de Charles Belmont
- 1978 : Molière d'Ariane Mnouchkine (Louis XIV)
- 1979 : Bolivar et le congrès de Panama d'Eduardo Manet
- 1981 : Le Sang du flamboyant de François Migeat (Le capitaine de gendarmerie)
- 1981 : Garde à vue de Claude Miller (Le commissaire divisionnaire)
- 1983 : Le Bal d'Ettore Scola
- 2005 : Le Bal des célibataires de Jean-Louis Lorenzi (Le docteur Amiot)
- 2016 : Je suis un vieux refrain, Houdia Ponty (court-métrage)[1], Nikon Film Festival
- 2021 : Sentinelle sud  de Mathieu Gerault : André Morizet (voix)

## Publications
- Le Bal : sur une création collective de Christine Friedel, 1981
- Le Théâtre du Campagnol, Évelyne Ertel, Librairie Nizet, 1996
- Chronique d'une rencontre : Tréteaux de France-théâtre du Campagnol, centres dramatiques nationaux d'Évelyne Ertel et Alain Fonteray
- Le Théâtre, éditions Bordas (chapitre : La vie d'une troupe : le théâtre du Soleil)
- Mission d'artistes collectif Éditions Théâtrales, 2006
- 1, place Garibaldi de Jean-Claude Penchenat, Actes Sud, 1990
- Les Enfants gâtés de Jean-Claude Penchenat, Actes Sud, 1998
- cotraducteur avec Myriam Tanant de Une des dernières soirées de carnaval 1990, de Un homme exemplaire 1993 et de La banqueroute 1994 de Goldoni édition Actes Sud
- cotraducteur avec Myriam Tanant et Geneviève Rey-Penchenat de L'Opéra de Smyrne de Goldoni

## Distinctions
- Commandeur de l'ordre des Arts et des Lettres